# Dóša
Dóša je sanskrtské slovo a znamená porucha. Podle ájurvédy je dóša základní energetická charakteristika a základem trvalého zdraví je rovnováha tří dóš (tridóša); váta, pitta a kapha. Každý člověk má již od narození zcela specifický a vyvážený poměr tří dóš (tridóša), který se nazývá sanskrtským termínem prakrti (příroda nebo přirozenost).

## Tři dóši
Diagnostická metoda, kterou používá ájurvédský lékař (vaidja) jak ke stanovení základní konstituce (rovnováha dóš při narození) zvané prakrti, tak ke stanovení současné rovnováhy zvané vikrti, se nazývá nádí vidžňán (pulsová diagnóza). Stanovením vikriti a prakrti se zároveň stanoví nerovnováha, kterou je nutné vyrovnat. Vaidja tedy nediagnostikuje následek, ale příčinu a vrací zpět do rovnováhy tu dóšu, která se dostala do nerovnováhy. Existují následující kombinace dóš na základě testovacích otázek zjišťujících tělesné znaky jednotlivých dóš:
1. váta
2. pitta
3. kapha
4. váta - pitta
5. pitta - váta
6. kapha - pitta
7. kapha - váta
8. váta - kapha
9. pitta - kapha
10. váta - pitta - kapha
11. váta - kapha - pitta
12. pitta - váta - kapha
13. pitta - kapha - váta
14. kapha - váta - pitta
15. kapha - pitta - váta

Je tedy patnáct teoreticky možných kombinací rozdělených do jednotlivých dóš, dvojitých dóš a trojitých dóš. Na prvním místě je vždy převládající aspekt atd. Při pulsové diagnóze se nestanovuje poměr dóš, ale jejich nerovnováha a v praxi se posuzuje jenom sedm kombinací:
1. váta
2. pitta
3. kapha
4. váta - pitta
5. váta - kapha
6. pitta - kapha
7. váta - pitta - kapha

### Váta
Váta znamená pohyb. Všechno, co souvisí s vátou, má něco společného s pohybem, jak fyziologickým, tak psychickým. Váta reguluje krevní oběh, nervový systém, dýchání, aj. Tradiční ájurvéda nazývá všechen pohyb v těle "větrem" (váju nebo prána) a přírodní síly jako je éter a vzduch vátu ovlivňují nejvíce a způsobují často její nerovnováhu.

### Pitta
Pitta znamená žár. Pitta je zodpovědná za všechny biochemické procesy v těle a ovlivňuje látkovou výměnu a vylučování. Nachází se v žaludku, střevech, játrech, slezině, srdci, očích a kůži. Z přírodních sil ji nejvíce ovlivňuje oheň a voda.

### Kapha
Kapha znamená stabilita a ve spojitosti s tělem je kapha ve všem, co souvisí se stabilitou - kostra, zuby, nehty apod. Vlastnosti jako starostlivost, odvaha, dobrota apod. jsou charakteristické pro kapha typy.